# (2694) Pino Torinese
(2694) Pino Torinese (1979 QL1; 1954 MS; 1971 FL; 1976 UE2) ist ein ungefähr sechs Kilometer großer Asteroid des inneren Hauptgürtels, der am 22. August 1979 vom schwedischen Astronomen Claes-Ingvar Lagerkvist am La-Silla-Observatorium auf dem La Silla in La Higuera in Chile (IAU-Code 809) entdeckt wurde.

## Benennung
(2694) Pino Torinese wurde nach der italienischen Gemeinde Pino Torinese benannt, in der sich das Osservatorio Astronomico di Torino (IAU-Code 022) befindet und die zur Metropolitanstadt Turin im Piemont gehört.